# Johnny Curran
Johnny Curran (* 14. März 1995 in Niagara Falls, Ontario) ist ein kanadisch-britischer Eishockeyspieler, der seit 2021 erneut bei Coventry Blaze in der Elite Ice Hockey League unter Vertrag steht.

## Karriere
Johnny Curran begann seine Karriere als Eishockeyspieler bei den Niagara Falls Canucks in seiner Geburtsstadt. Später spielte er auch für andere kanadische Juniorenteams. 2015 nahm er ein Studium an der Niagara University auf der US-amerikanischen Seite der berühmten Wasserfälle auf, währenddessen er für die Universitätsmannschaft in der Conference Atlantic Hockey der National Collegiate Athletic Association spielte. 2019 erreichte er mit den Niagara Purple Eagles das Conference-Finale, das jedoch gegen die Mannschaft des American International College verloren ging. Anschließend wechselte er nach Großbritannien, wo er ein Jahr für Coventry Blaze in der Elite Ice Hockey League spielte. 2020 unterschrieb er einen Vertrag bei Wichita Thunder aus der ECHL. Dort kam er jedoch nicht zum Zuge und so wurde der Kontrakt nach nur einem Einsatz im Dezember wieder aufgelöst. Die Saison beendete er daraufhin bei den Knoxville Ice Bears aus der Southern Professional Hockey League. Seit 2021 spielt er wieder für Coventry in der Elite Ice Hockey League.

### International
Für Großbritannien nahm Curran erstmals an der Weltmeisterschaft 2023 in der Division I teil, als der Aufstieg in die Top-Division gelang.

## Erfolge und Auszeichnungen
- 2023 Aufstieg in die Top-Division bei der Weltmeisterschaft der Division I, Gruppe A

## Statistik
(Stand: Ende der Spielzeit 2022/23)